# Kolegiata św. Wawrzyńca w Birgu
Kolegiata świętego Wawrzyńca (malt. Knisja kolleġġjata ta’ San Lawrenz, ang. Collegiate church of Saint Lawrence) – rzymskokatolicki kościół parafialny w Birgu na Malcie.

## Historia
Uważa się, że Birgu jest drugą najstarszą parafią na Malcie, po parafii katedralnej w Mdinie.

### Pierwsza kaplica
Kaplica San Lorenzo-a-mare (św. Wawrzyńca nad morzem) była prostą kaplicą dedykowaną św. Wawrzyńcowi, a zbudowaną przez hiszpańskich żeglarzy po zajęciu wyspy przez Aragończyków w 1283. Miejsce, gdzie zbudowano kaplicę, znane było jako Ta’Hammuna. Dokładna data nie jest znana z powodu braku dokumentów.
Najstarsza zachowana pisemna informacja o świątyni pochodzi z 1436, kiedy biskup Malty, Hiszpan Senatore de Mello di Noto powołał Don Nicholasa de Falsone na proboszcza San Lorenzo-a-mare.
W 1505 proboszczem parafii w Birgu mianowany został Don Filip De Guevara. W 1508 rozebrał on małą kaplicę i zbudował większy i ładniejszy kościół, prawdopodobnie w stylu sykulo-normańskim. Ten właśnie kościół zastali rycerze Zakonu św. Jana po przybyciu na Maltę w 1530. Po osiedleniu się w Birgu, Wielki Mistrz Philippe Villiers de l’Isle Adam ustanowił go pierwszym zakonnym kościołem na Malcie. Wydzielono w nim kaplice dla poszczególnych langues, jak to było praktykowane na Rodos. Później zrobiono to samo w katedrze św. Jana w Valletcie.

### Pożar i odbudowa
W krótkim czasie po przybyciu rycerzy na wyspę, w poniedziałek Wielkanocny 1 kwietnia 1532, kościół doznał mocnych uszkodzeń przez ogień, który wybuchł od zapalonej świecy paschalnej. Spaleniu uległ drewniany sufit oraz inne części. Przepadły w ogniu przepiękne gobeliny, przedstawiające życie Marii Magdaleny. Były one darowizną Wielkiego Mistrza Pierre’a d’Aubusson dla Zakonu, jeszcze na Rodos.

Niezwłocznie zbudowano kościół na nowo; nowy budynek, w stylu renesansowym, był większy i jeszcze piękniejszy. W rzeczywistości był to pierwszy kościół zbudowany na Malcie przez Zakon. Odbywały się tam wszystkie ceremonie religijne Zakonu. Najważniejsza z nich miała miejsce 8 września 1565. Było to nabożeństwo dziękczynne za zwycięstwo nad Turkami, oblegającymi Maltę. Wtedy to wielki mistrz Jean de la Valette proklamował Birgu Citta Vittoriosa (miasto zwycięskie).
Ten rozdział w historii kościoła został zamknięty w 1571, kiedy zakon przeniósł się do Valletty, nowej stolicy, wybudowanej od podstaw po Wielkim Oblężeniu. W 1574, po wybudowaniu nowego kościoła w Valletcie, świątynia przestała być kościołem zakonnym. W tym samym roku Pietro Dusina, pierwszy delegat apostolski i inkwizytor, rezydujący w pałacu w Birgu, ogłosił go kościołem parafialnym Delegatów Apostolskich i Inkwizytorów. Służył on delegatom przez 224 lata, do 1798, kiedy instytucja ta została zniesiona przez Francuzów pod Napoleonem Bonaparte.
Pierwotnie kościół zbudowany został na planie prostokąta, lecz w latach osiemdziesiątych XVI wieku, po zbudowaniu kopuły, rozbudowany został do formy krzyża. Około 1620 powiększone zostało prezbiterium, oraz przebudowana fasada.

### Nowy kościół
W 1681 architekt Lorenzo Gafà został zatrudniony do zaprojektowania nowego kościoła. Był to pierwszy w jego karierze projekt kościoła parafialnego, oraz pierwszy w stylu barokowym. Kamień węgielny kościoła położył w maju 1681 biskup Miguel Jerónimo de Molina. W 1691 budowla była prawie ukończona. Inauguracja posługi religijnej w świątyni nastąpiła w dzień jej patrona, św. Wawrzyńca, 10 sierpnia 1697, przy udziale biskupa Malty Davide Cocco Palmieri, członków Zakonu oraz Tommaso Ruffo, ówczesnego inkwizytora. Była ona połączona z uroczystym wjazdem wielkiego mistrza Ramona Perellos y Roccaful do Birgu.
Gafà zaprojektował kościół św. Wawrzyńca z jedną dzwonnicą, zbudowaną na wysokości prezbiterium. Jednak mieszkańcom Birgu ten koncept się nie spodobał. Projektant zaprosił więc do współpracy rzymskiego architekta Romano Carapecchię, którego fasadę, z niewielką zmianą, oglądamy do dziś. Fasada posiadała również tylko jedną wieżę, po lewej stronie. Druga dobudowana została w 1913.
Bullą z 20 czerwca 1820 papież Pius VII podniósł kościół św. Wawrzyńca do statusu kolegiaty.

### Zniszczenia wojenne
Podczas II wojny światowej w wyniku bombardowań kościół uległ poważnym uszkodzeniom. Największą stratą było zniszczenie 16 stycznia 1941 zakrystii oraz sali zebrań kapituły, 22 marca tego samego roku kaplicy Najświętszego Sakramentu oraz 4 kwietnia 1942 kopuły. Uszkodzeniu uległ również srebrny cokół oraz podstawa statuy św. Wawrzyńca, przechowywanej w zakrystii. Mniejszym zniszczeniom uległy organy oraz sklepienie, które popękało od podmuchu. Przepadły też wspaniałe kryształowe żyrandole. Z powodu zniszczeń kościół został wyłączony z użytkowania do 1953. W 1949 odbudowano zakrystię i Chapter Hall, w 1951 kaplicę, zaś w 1952, na bazie projektu prof. Roberta V. Galei, postawiona została nowa kopuła.

## Architektura

### Fasada kościoła

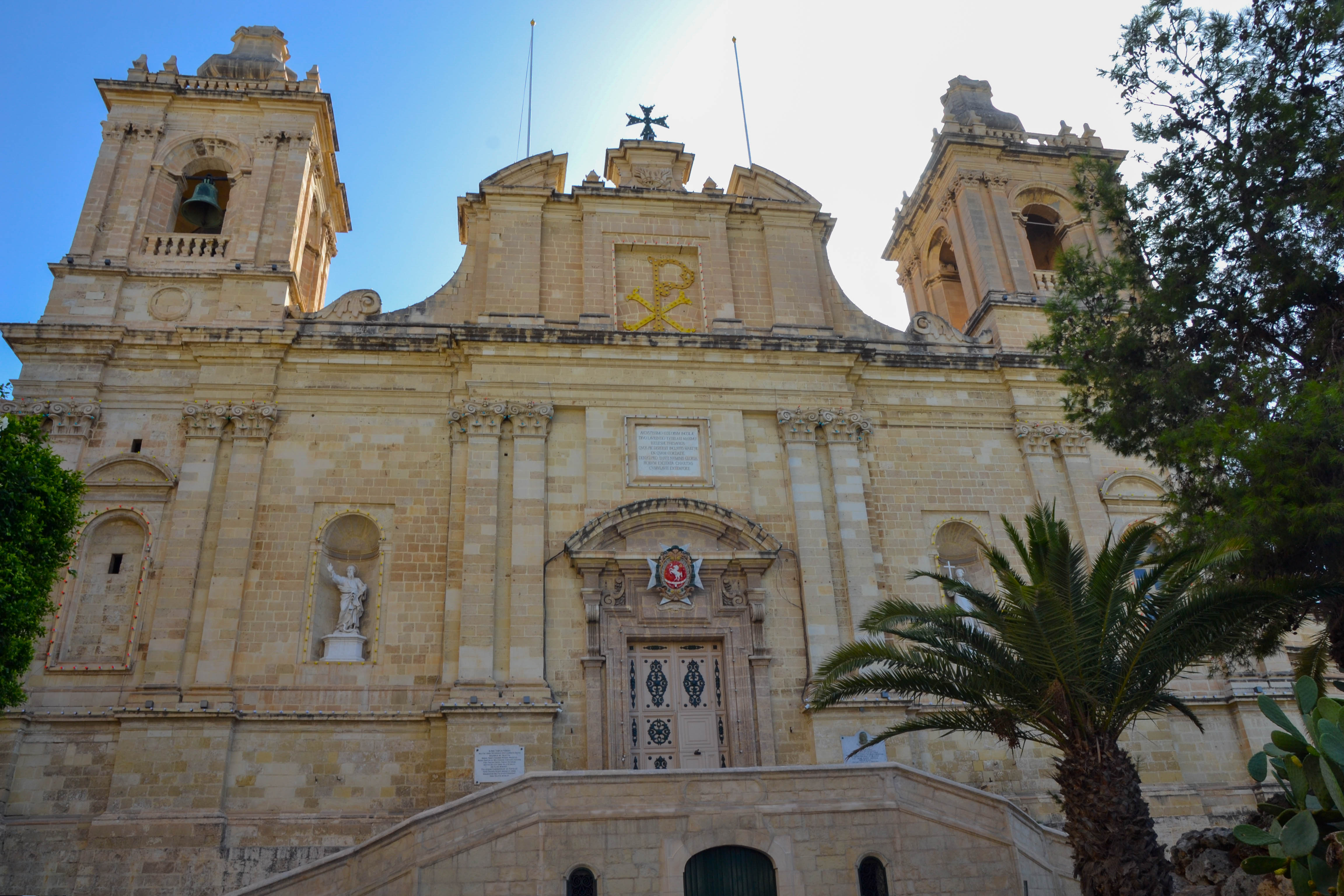
Fasada kościoła św. Wawrzyńca w Birgu

Fasada świątyni ustawiona jest w kierunku nabrzeża Dockyard Creek. Jest on podniesiona na cokole, od spodu którego wznoszą się do niej z dwóch stron schody, prowadzące do pojedynczych głównych drzwi. Okalają je dwie pary korynckich pilastrów. Pierwotnie Gafà odłożył zasady symetrii i zaprojektował świątynię tylko z jedną dzwonnicą. Jego pierwotną intencją było zbudowanie jej z tyłu, w pobliżu prezbiterium, ale ten plan został porzucony. Według niektórych autorów, rzymski architekt Romano Carapecchia opracował plan z pojedynczą wieżą na fasadzie.
W centrum nad głównymi drzwiami umieszczona jest duża marmurowa tablica, która przypomina nam o poświęceniu kościoła św. Wawrzyńcowi. Po obu stronach wejścia znajdują się dwie wielkie nisze z posągami św. Pawła, patrona Malty, oraz św. Wawrzyńca, patrona Birgu. Po lewej stronie znajduje się marmurowa tabliczka z łacińską inskrypcją, umieszczona w 1965 z okazji obchodów czterechsetlecia Wielkiego Oblężenia w 1565. Niżej po prawej stronie przed wejściem znajduje się kolejna tabliczka umieszczona z okazji wizyty papieża Jana Pawła II w Birgu w dniu 26 maja 1990. Tablica ta upamiętnia 900-lecie erygowania parafii Birgu w 1090.
Po lewej stronie głównych drzwi znajduje się tablica z popiersiem Lorenzo Gafy, architekta tej świątyni, umieszczona w 1997, a upamiętniająca 300-rocznicę ukończona i zainaugurowana tego kościoła 10 sierpnia 1697. Tablica ta została odsłonięta przez arcybiskupa Giuseppe Merciecę w dniu 10 sierpnia 1997.
Nad głównym wejściem znajduje się piękny herb parafii, który w lipcu 1998 odrestaurowano. Znajdujący się na frontonie ośmiopunktowy krzyż Zakonu św. Jana, pokazuje, że świątynia ta była kościołem zakonnym.

Po prawej stronie, gdy patrzy się na elewację, przy schodach prowadzących do głównych drzwi znajduje się niewielkie wejście, które prowadziło na cmentarz kościelny. To tutaj, do czasu, kiedy weszły w życie restrykcje sanitarne, chowane były ofiary zarazy. Miejsce to było kiedyś pod opieką Bractwa Świętego Krzyża.

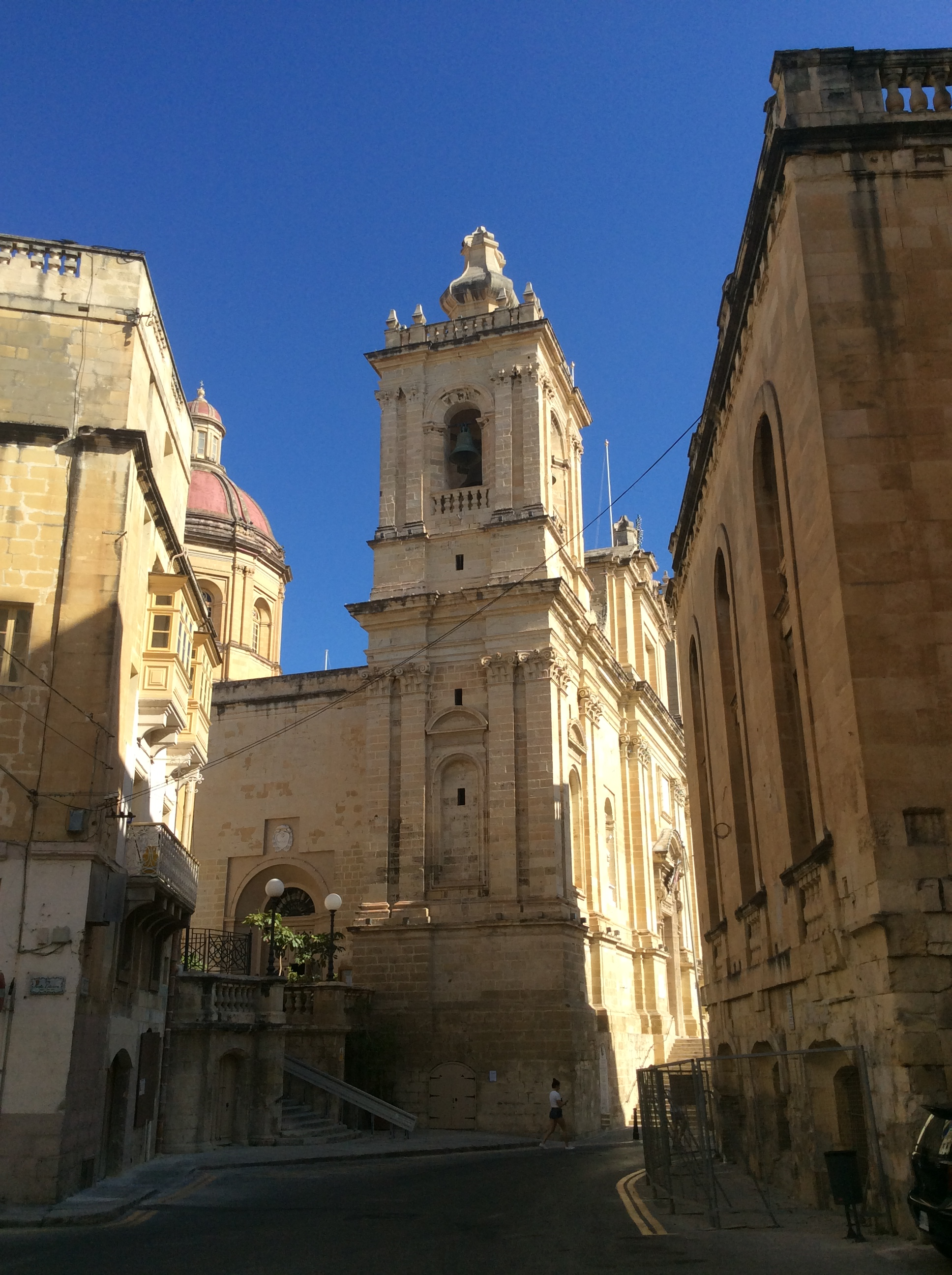
Dzwonnica kolegiaty

### Dzwonnica
Oryginalny plan kościoła nie zachował się. Budowla nie była symetryczna, gdyż posiadała tylko jedną wieżę (dzwonnicę). Było to solą w oku mieszkańców Birgu, którzy przekazali fundusze na budowę kościoła, i chcieli mieć go z „poprawną” fasadą, tj. z dwoma dzwonnicami. Pierwszy kamień pod drugą wieżę położony został w sierpniu 1913 przez biskupa Malty Pietro Pace. Wieża ta nigdy nie była używana jako dzwonnica, nie posiada ona nawet schodów wiodących na szczyt.
Wszystkie sześć dzwonów znajduje się na pierwszej, oryginalnej, patrząc od frontu budynku – lewej, wieży. Największy dzwon, ważący 1980 kg, zawieszono tam w 1882. Umieszczony jest na nim herb kolegiaty. Wszystkie dzwony wykonane zostały w pracowni „Gauci & Triganza”.

### Główna kopuła
Oryginalna kopuła świątyni była dużo niższa niż aktualna. Wewnątrz miała namalowane sceny z Wielkiego Oblężenia; ich wykonawcą był Ignazio Cortis. Podczas II wojny została zniszczona podczas nalotów bombowych. Odbudowana w 1952 według planów prof. Roberta Galei, daje dużo więcej światła do wnętrza dzięki oknom umieszczonym na wysokim tamburze, na którym ona sama się wspiera. Na jej szczycie znajduje się latarnia.

## Wnętrze

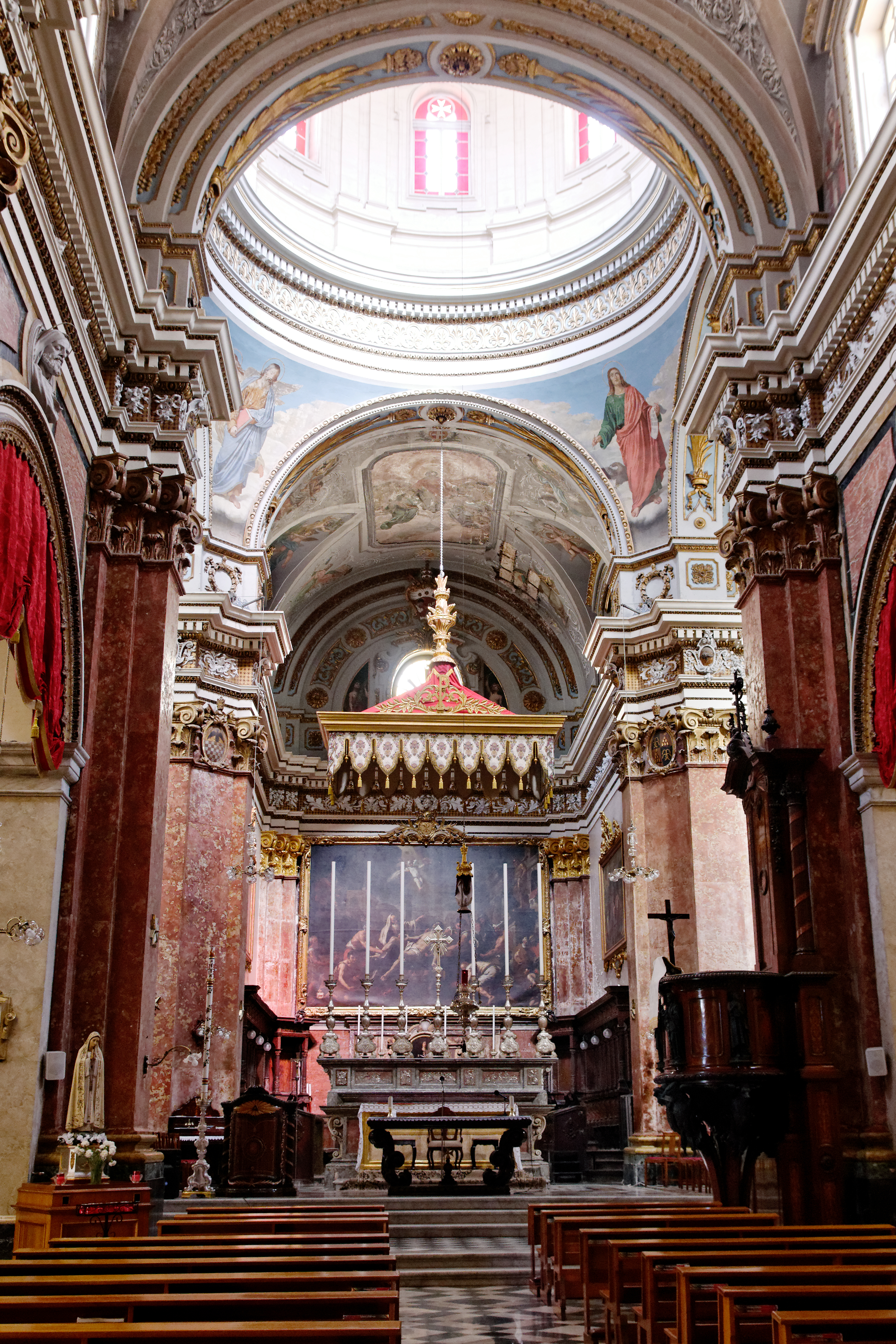
Nawa kolegiaty. Widoczny ołtarz główny oraz wnętrze kopuły. Po obu stronach prezbiterium stalle.

Kościół w stylu barokowym, zbudowany jest na planie krzyża łacińskiego, z nawą główną, dwoma bocznymi, transeptem i kopułą. Okna umieszczone są nad nawami. W każdej z naw bocznych znajdują się trzy zatoki z kopułami. Trzy z tych zatok mają swoje kaplice z ołtarzem. Dwie z nich zajmowały kiedyś kaplice św. Franciszka z Asyżu i św. Rocha. Ta pierwsza jest teraz niszą mieszczącą posąg patrona kościoła, druga prowadzi do kaplicy Najświętszego Sakramentu, a trzecia znajduje się naprzeciwko bocznych drzwi wejściowych świątyni.

### Apsyda i ołtarz główny
Oryginalny, mniejszy od dzisiejszego ołtarz, dzieło Lorenzo Gafy, przeniesiono w latach 90. XIX wieku do kaplicy Najświętszego Sakramentu. Zniszczony został podczas bombardowania w czasie II wojny światowej. Współczesny, wykonany z szarego marmuru pochodzi z 1897. Jego projektantem był Alfonso Pace, zaś wykonawcą Francesco Buhagiar. Unikalną cechą tego ołtarza jest siedem srebrnych tablic; cztery z nich, mniejsze, noszą symbole czterech Ewangelistów, pozostałe trzy, większe, przedstawiają Ofiarę Abrahama, Ostatnią Wieczerzę oraz Ofiarę Melchizedeka.
Olbrzymie (579×402 cm) retabulum – obraz Męczeństwo św. Wawrzyńca zajmuje całą ścianę w apsydzie. Jego autorem jest wybitny włoski malarz epoki baroku Mattia Preti. Jest to największy obraz na płótnie, wykonany przez tego artystę, i prawdopodobnie ostatnia jego znacząca praca. Zamówiony i podarowany do kościoła w 1689 przez kanonika Antona Testaferratę. Na ołtarzu Matki Boskiej Bolesnej, zawierającym tabernakulum, a stojącym na tyłach ołtarza głównego, bezpośrednio pod monumentalnym dziełem Pretiego, znajduje się jedyny obraz przedstawiający Matkę Bożą ubraną w tradycyjny maltański strój kobiecy faldetta. Autorem obrazu jest Alessio Erardi, syn słynnego Stefano Erardiego.

### Prezbiterium i stalle
Stalle w prezbiterium, wykonane są z drewna orzechowego. Według kanonika Josepha M. Farrugii, proboszcza kolegiaty w latach 1926–1942, pierwotnie ozdabiały one chór kapłański katedry w Mdinie.

Obrazy po obu stronach prezbiterium, wiszące ponad stallami, są dziełem nieznanego artysty. Wspomniany już kanonik Farrugia twierdził, że są to kopie fresków z kościoła św. Grzegorza w Montecelio w Rzymie. Przedstawiają one męczeństwo św. Andrzeja oraz św. Elma. Mówi się, że obrazy te zostały zabrane z małego kościoła św. Andrzeja, stojącego kiedyś na historycznym nabrzeżu Birgu, obok hangaru dla łodzi, a zburzonego przez Zakon, aby postawić tam magazyny.

Historyczna mównica (pulpit), stojąca w centrum prezbiterium, nosi czarno-biały emblemat inkwizycji. Pochodzi prawdopodobnie z początku XVIII wieku, używana była do śpiewu gregoriańskiego podczas sprawowania liturgii.

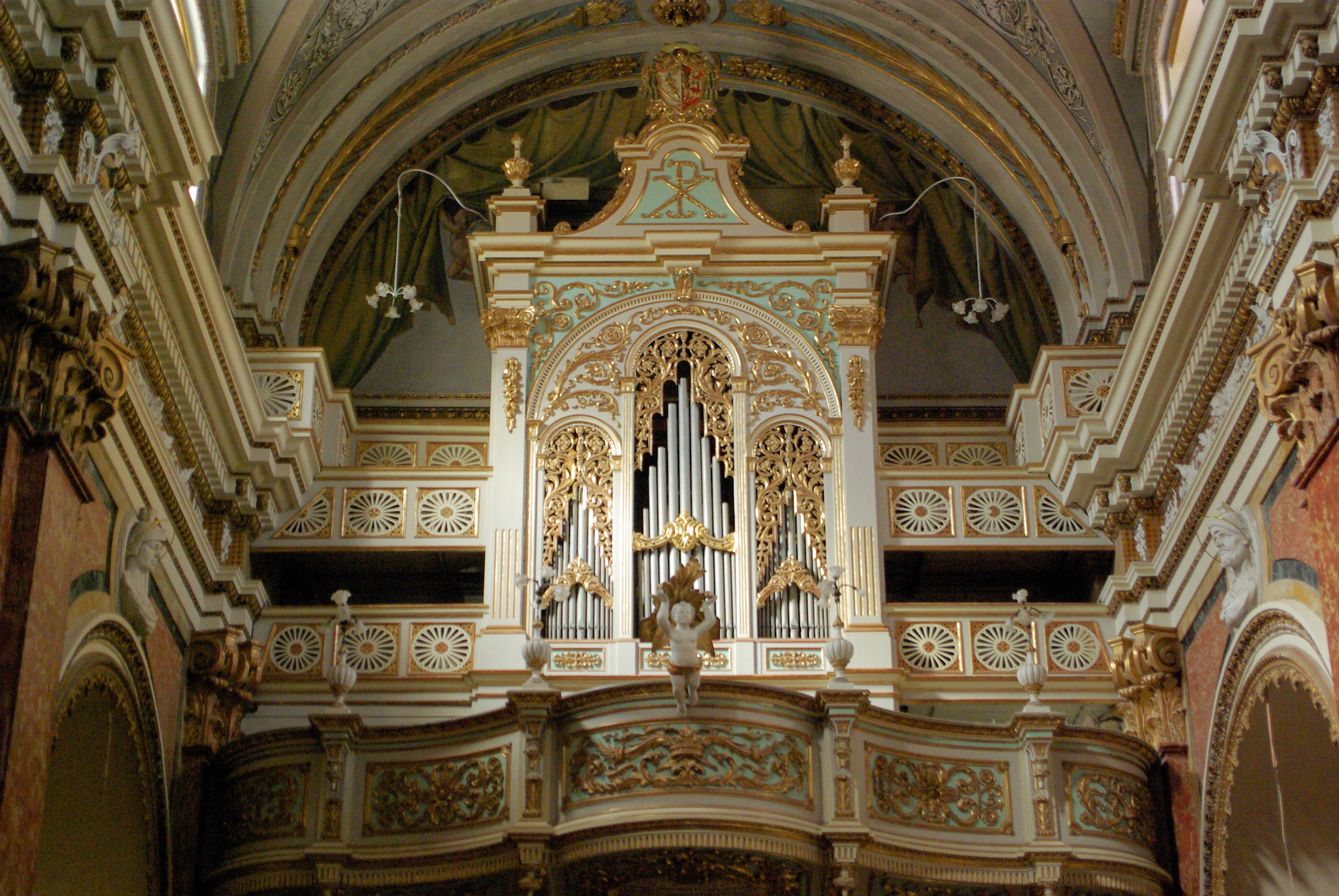
Organy kolegiaty.

### Galeria organowa
Wspaniała galeria organowa powstała w latach 1880–1890. Ze względu na swój wygląd jest unikatem na Malcie. Jej projektantem był Vincenzo Seracino, którego projekt był uzupełnieniem otoczenia. Ornamenty i ozdoby galerii są złocone.
Do 1570 w kościołach Malty nie było słychać muzyki. Średniowieczni Maltańczycy nie mieli pojęcia o śpiewie czy grze na instrumentach muzycznych podczas liturgii, poza chorałem gregoriańskim, który był jedyną formą muzyki, wykorzystywaną w kościołach. W 1602 dotychczasowe organy katedry św. Pawła w Mdinie zostały przeniesione do kościoła w Birgu. Służyły one jeszcze do 1728, kiedy Giuseppe Turriglio z Valletty wykonał pierwszy nowy instrument do kościoła. Podczas II wojny organy uległy zniszczeniu; nowe, wykonane przez włoską firmę „Tamporini” z Cremony, zainstalowane zostały w 1952.

### Kaplice i ołtarze boczne
- W pierwszej wnęce na prawo od głównego wejścia stoi XVI-wieczna statua procesyjna św. Wawrzyńca – patrona kolegiaty i Birgu.Statua św. Wawrzyńca z kolegiaty w Birgu, Malta

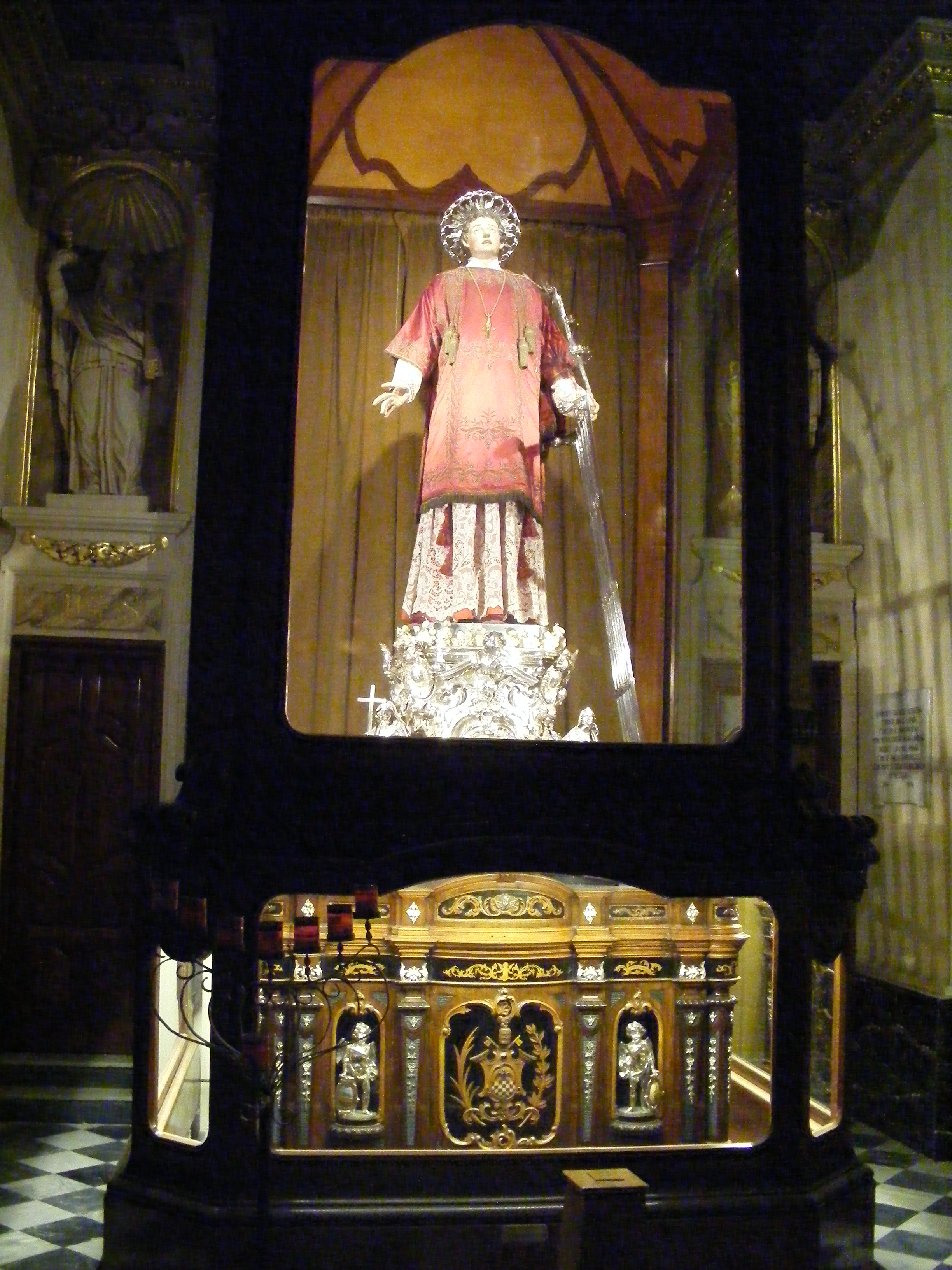
Statua św. Wawrzyńca z kolegiaty w Birgu, Malta

Jej autorem jest nieznany artysta ze kręgu sztuki hiszpańskiej. Przywieziona została do kościoła San Lorenzo-a-mare, do kolegiaty trafiła w 1798 dzięki donacji ostatniego inkwizytora na Malcie. Statua ubrana jest w oryginalne szaty diakona. Jej plinta, wykonana ze srebra, oraz orzechowa podstawa, pochodzą z początku XX wieku. W miejscu, gdzie dziś stoi statua, znajdował się ołtarz św. Franciszka z Asyżu, który został rozebrany w 1970.
- W następnej wnęce znajduje się kaplica Krzyża Świętego. W ołtarzu umieszczony jest „Krucyfiks z Kandii” – krzyż przywieziony w 1657 na okręcie flagowym Wielkiego Mistrza Lascarisa z dzisiejszego Heraklionu na Krecie. Jest bardzo czczony przez mieszkańców miasta[30]. W ołtarzu znajdują się relikwie św. Lucidusa, przywiezione w 1779 z Rzymu przez inkwizytora Chigi Zondadariego[22].
- Kolejną jest kaplica Najświętszego Sakramentu. Zbudowana w 1786 na planie koła, na miejscu kaplicy św. Rocha. Jej średnica wynosi 7,2 m, a przykryta jest kopułą. Podczas II wojny kaplica uległa zniszczeniu, odbudowana została w 1951. Wejście dekoruje artystyczna brązowa brama oraz marmurowa, balustrada. Ołtarz, również marmurowy, o dużej wartości artystycznej, wykonany został przez „Ignazio Bonavia Ltd”. Wspaniała srebrna wieczna lampka z 1741, zawieszona przed ołtarzem, podkreśla status tego miejsca[5][31]. W kaplicy znajdują się obrazy przedstawiające św. Rocha oraz św. Sebastiana, jak też „Ostatnia Wieczerza” Michele Basuttila (1750–1828). Oryginalne freski na kopule, których autorem był Giuseppe Calì, przepadły podczas wojny; aktualne, kopie poprzednich, wykonane zostały na płótnie i umieszczone na suficie. Są one autorstwa Raphaela Bonnici Calí. Są to: „Chwała Baranka Bożego”, „Zbieranie manny na pustyni”, „Arcykapłan Melchizedek” oraz „Posiłek w Emmaus”. W przejściu przed kaplicą obraz św. Alojzego Gonzagi, pędzla Giovanniego Battisty Bonomo[32].
- W prawym transepcie znajduje się kaplica Niepokalanego Poczęcia. W ołtarzu obraz z XVII w. nieznanego malarza ze szkoły włoskiej „Niepokalane Poczęcie”. Obok ołtarz z obrazem „Wniebowzięcie Najświętszej Dziewicy”, oraz statua św. Rocha. Naprzeciw, obraz z 1875, pędzla Ignazio Cortisa (1826–1900), „Matka Boża z Lourdes”[5][32].
- W lewym transepcie kaplica Miłosierdzia. Obok drzwi do zakrystii ołtarz Trójcy Świętej, z obrazem nieznanego malarza ze szkoły weneckiej, przedstawiającym Trójcę Świętą oraz świętych Kosmę i Damiana. Na ścianie naprzeciw prawego transeptu ołtarz Matki Bożej Miłosierdzia. Obraz w nim przedstawia „Wesele w Kanie”; pochodzi on ze szkoły Mattia Pretiego. Z boku ołtarza obraz Stefano Erardiego „Zmarły Chrystus” oraz Lazzaro Pisaniego „Archanioł Rafał z młodym Tobiaszem”[5][32].
- Obraz w retabulum ołtarza w kaplicy św. Józefa, leżącej naprzeciw kaplicy Najświętszego Sakramentu, przedstawia „Ucieczkę Świętej Rodziny do Egiptu”. Autorstwo pracy budzi dyskusję krytyków. W tej samej kaplicy trzy inne obrazy: „Święty Franciszek Ksawery”, „Święta Filomena” oraz „Święty Alfons Maria Liguori”[5][33].
- Stojąc przodem do bocznych drzwi, po lewej ich stronie widzimy kaplicę św. Katarzyny. Obraz w ołtarzu przedstawia „Mistyczne zaślubiny św. Katarzyny”. Jest to kopia obrazu Annibale Carracciego, pędzla Rocha Buhagiara (1725-1805). Ponad niszą ze statuą świętej znajduje się obraz ukazujący św. Rocha, św. Pawła i św. Sebastiana, autorstwa Filippo Paladiniego (1544-1616). Na ścianie po lewej stronie kaplicy obraz R. Bonnici Calì’ego z 1954 przedstawiający papieża św. Piusa X[5][33].

### Obrazy na stropie

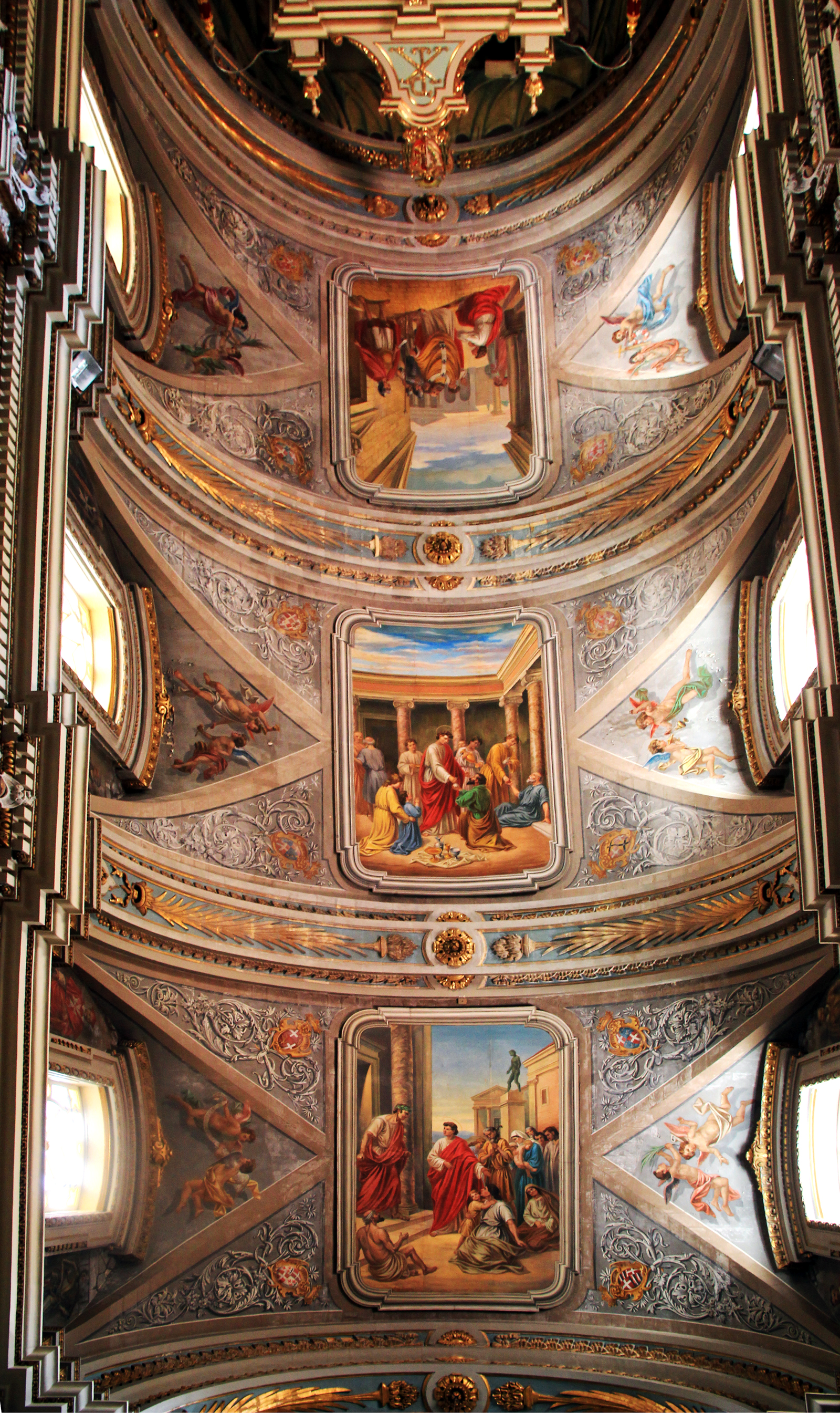
Freski na stropie nawy głównej.

Strop w prezbiterium został oryginalnie upiększony w 1898 przez Giuseppe Calì’ego. Scena przedstawia „Chwałę św. Wawrzyńca w niebie”. Praca zniszczona podczas II wojny, odrestaurowana w 1954 przez R. Bonnici Calí’ego. Następne odnowienie miało miejsce w 1992. Na pendentywach kopuły znajdują się przedstawienia postaci czterech Ewangelistów wraz z symbolami. Na szczęście freski te przetrwały wojnę.

Patrząc od strony wejścia na strop w nawie głównej, widzimy kolejne trzy freski przedstawiające sceny z życia św. Wawrzyńca: „Spotkanie z papieżem św. Sykstusem II prowadzonym do rzymskiego więzienia”, „Rozdawanie skarbów kościelnych biedakom Rzymu” oraz „Prezentacja starców, biednych i chorych Rzymian, jako skarbów Kościoła, cesarzowi Walerianowi”. Freski te, oryginalnie namalowane w 1896 przez Ignazio Cortisa, uległy dużemu uszkodzeniu podczas nalotów bombowych w czasie II wojny światowej. Ich reprodukcje na płótnie, wykonane przez R. Bonnici Calí’ego, oprawione zostały w ramy i umieszczone na stropie.

Kolejne dwa epizody z życia świętego patrona przedstawiają freski na stropie prawego i lewego transeptu. Są to, odpowiednio, „Chrzest nawróconych pogan” oraz „Uzdrowienie chorego”. Te również uległy uszkodzeniu podczas wojny, i zostały odnowione. Powtórna odnowa została wykonana w 1992 przez prof. Briffę.

Po obu stronach każdego z okien nawy (po trzy z każdej strony) oraz obu transeptów (po trzy w każdym) znajdują się podobizny Wielkich Mistrzów Zakonu św. Jana, rządzących Maltą w latach 1530–1798. Nie zostali namalowani jedynie dwaj z nich, pierwszy to Francisco Ximenes de Texada, z powodu represji, jakie spadły na kler maltański po powstaniu księży w 1775, oraz podniesienia podatków, drugi zaś – Ferdinand von Hompesch za poddanie Malty Francuzom w 1798.

## Inne dzieła sztuki

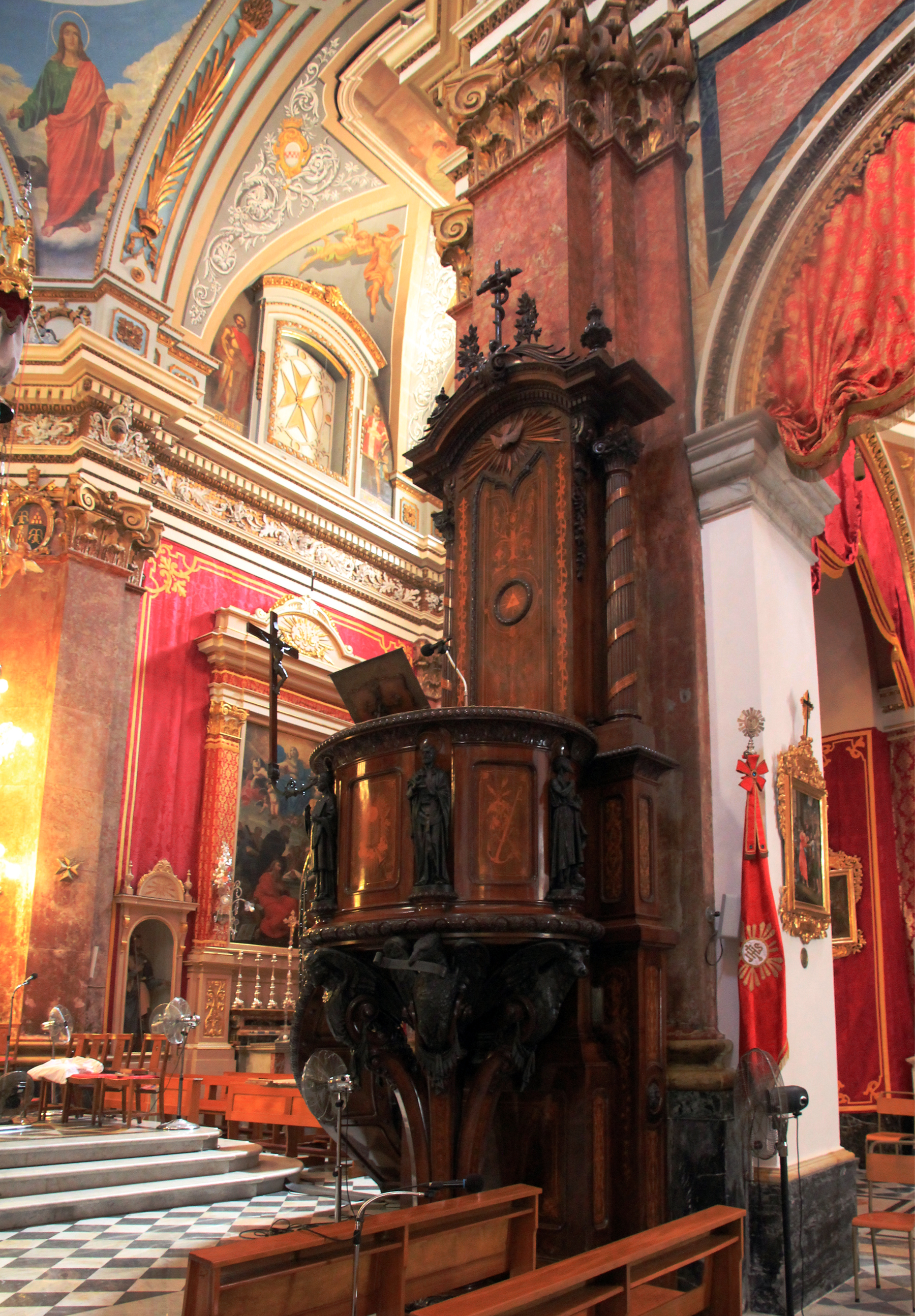
Ambona z 1890.

### Ambona
Ambona, projektu Giuseppe Solera, wykonana została z drzewa orzechowego w 1890 przez miejscowego rzemieślnika Vincenzo Vassallo. Na korpusie znajdują się ozdobne panele przedstawiające cnoty teologiczne: Krzyż Wiary, Kotwica Nadziei, Kielich Miłosierdzia, Ciernie Umartwienia, Palma Zwycięstwa oraz Lilia Czystości. Rozdzielają je cztery brązowe figury Doktorów Kościoła – św. Hieronima, św. Grzegorz Wielkiego, św. Augustyna i św. Jana Chryzostoma, pod którymi rzeźbione symbole czterech Ewangelistów. Na górze zaplecka gołębica – przedstawiająca Ducha Świętego, oraz trójkąt – symbol Trójcy Świętej. Po jego obu stronach bogato rzeźbione kolumny, owinięte szarfami z Dekalogiem po łacinie. Na szczycie krzyż z miedzianym wężem Mojżesza, po bokach gałązki wawrzynu.
Arcydzieło to jest jedną z najpiękniejszych ambon w Europie, trzecią po kazalnicach w katedrze Matki Bożej w Antwerpii (1713) oraz katedrze św. Michała w Brukseli (1699).

### Pulpit lektora
Stoi po lewej stronie ołtarza głównego. Zaprojektowany i wykonany w 1975 przez Lawrence Briffę, uznanego stolarza z Birgu. Materiałem jest drewno orzecha. Pulpit stylem wykonania nawiązuje do wspaniałej ambony w kościele.

### Chrzcielnica
Pod galerią organową na prawo po wejściu do kościoła, umieszczona jest słynna chrzcielnica, wykonana z bardzo rzadkiego fioletowego marmuru oraz drewna orzechowego, pochodząca z 1741. Na przodzie ozdobiona jest pozłacaną płaskorzeźbą w drewnie, przedstawiającą Chrystusa oraz Jana Chrzciciela.

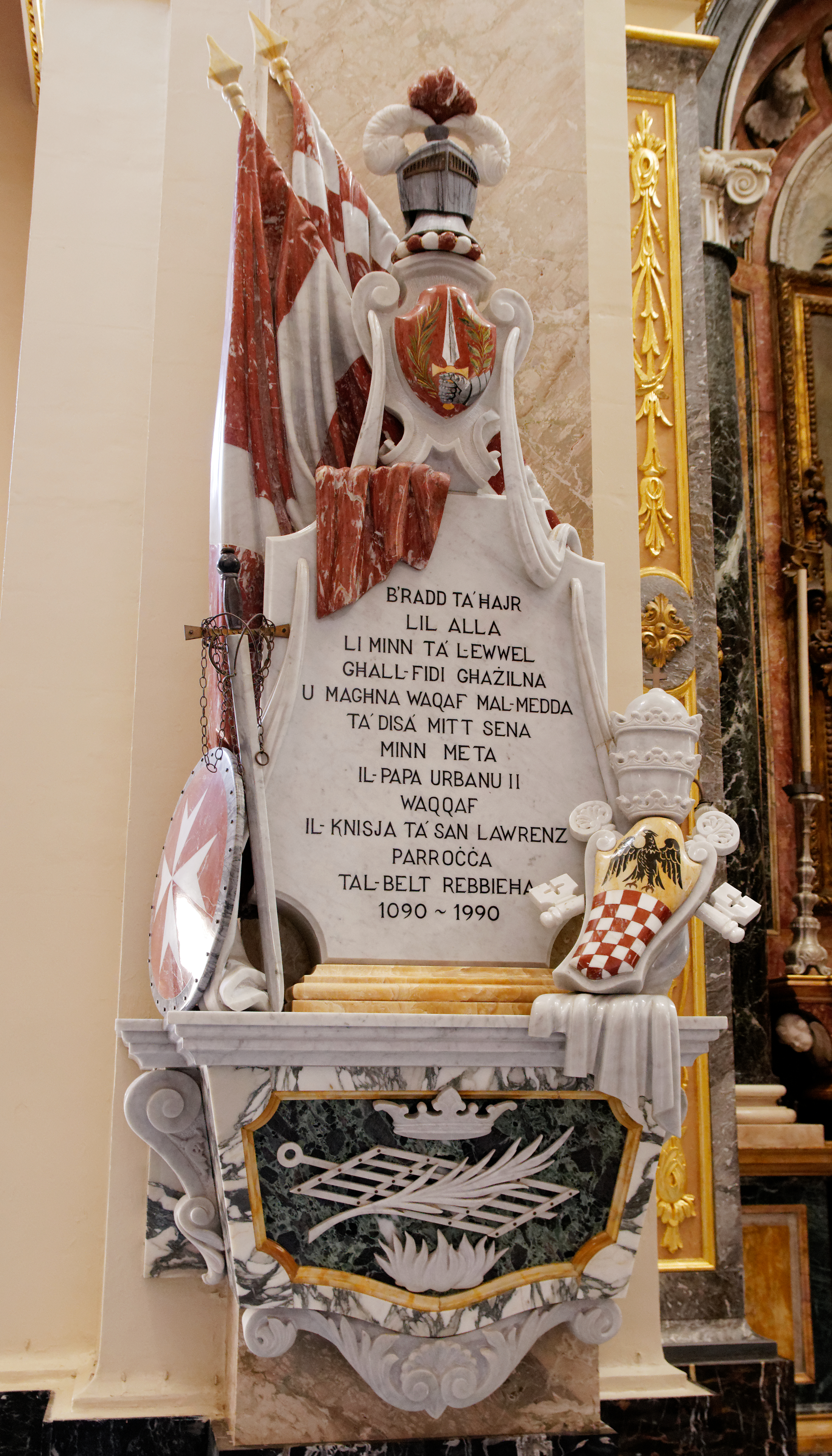
Pomnik upamiętniający 900. rocznicę erygowania parafii w Birgu

### Pomnik 900-lecia parafii
Po lewej stronie po wejściu bocznymi drzwiami znajduje się współczesny pomnik, wykonany z marmuru przez Ronalda Pisaniego. Odsłonięty został w 1990 dla upamiętnienia 900-lecia ustanowienia przez księcia Rogera Sycylijskiego pierwszej parafii w Birgu (1090).

### Inne
W zakrystii znajduje się kilka wartych odnotowania obrazów. Są to, m.in. „Św. Franciszek z Asyżu” – do 1970 znajdował się w ołtarzu św. Franciszka, gdzie aktualnie stoi procesyjna figura św. Wawrzyńca, oraz „Chrzest Chrystusa przez Jana Chrzciciela” nieznanego artysty.
Sala zgromadzeń kapituły (Chapter Hall) również mieści kilka obrazów, m.in. kopię obrazu z 1532 „Św. Wawrzyniec na tronie”, oryginał został zniszczony podczas wojny, „Św. Wawrzyniec z rusztem” (symbol jego męczeńskiej śmierci) z przełomu XVII/XVIII wieku, oraz „Matka Boża z Dzieciątkiem”.

Baldachim nad głównym ołtarzem, jeden z najpiękniejszych, wykonany został w 1879 z rzeźbionego drewna orzechowego i pozłocony. W świątyni znajdują się również orzechowe konfesjonały z końca XIX i początku XX wieku.

## Uroczystość patronalna

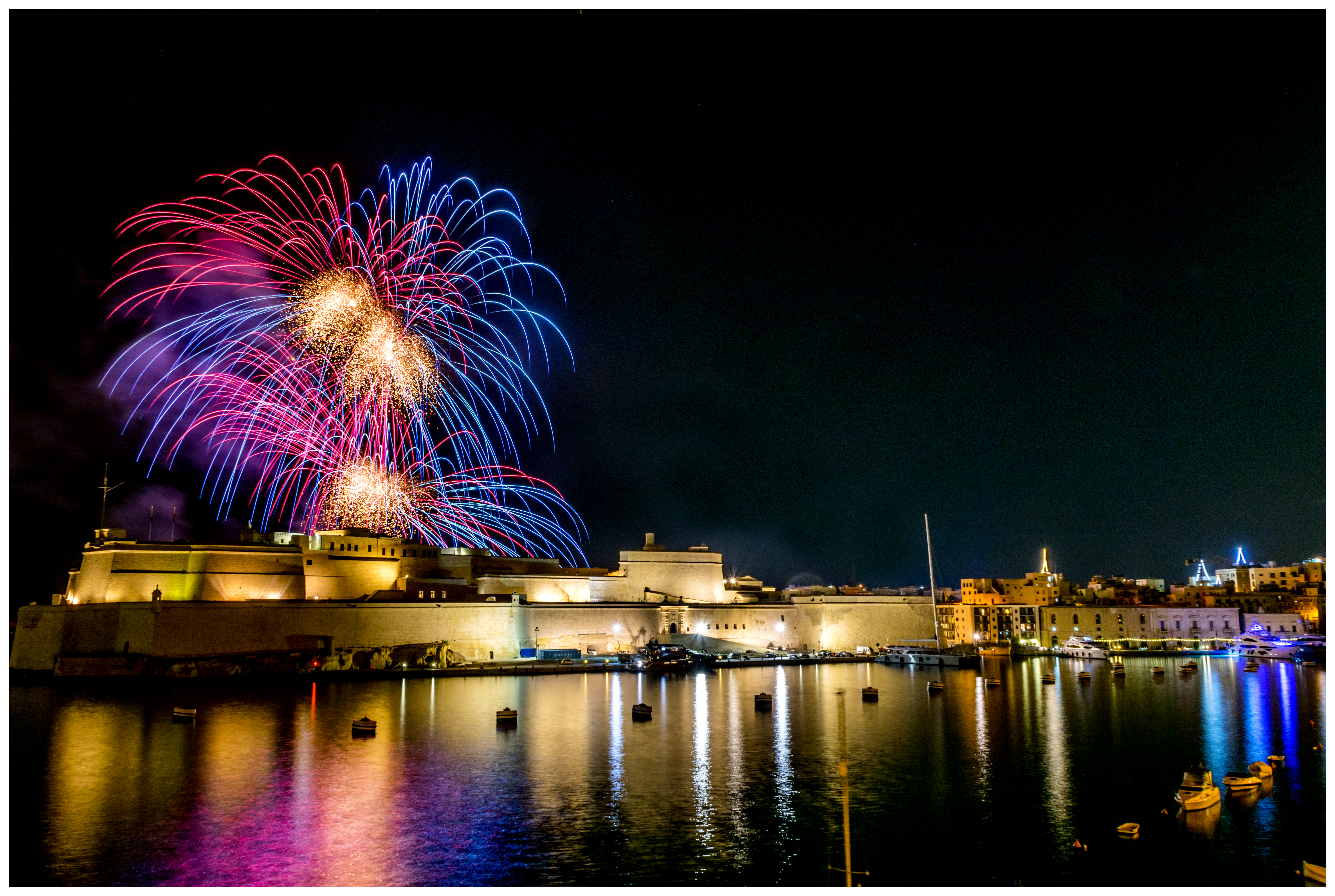
Fajerewrki nad fortem Saint Angelo

Dzień patrona parafii, św. Wawrzyńca, przypada 10 sierpnia, i w tym dniu zawsze ma miejsce fiesta. Pierwsze tego typu obchody zorganizowano w Birgu w 1662. Przystraja się kościół i ulice, orkiestry grają różne melodie. Poza uroczystą mszą świętą, najważniejszą jest procesja z figurą świętego patrona, w której biorą udział wszyscy, w miarę możliwości, mieszkańcy Birgu, jak też przybysze z innych miejscowości. Wieczorem następuje ogólna zabawa, ucztowanie, słodkości – głównie tradycyjne nugaty, fajerwerki.

## Ochrona dziedzictwa kulturowego
Budynek kościoła umieszczony jest na liście National Inventory of the Cultural Property of the Maltese Islands pod nr. 00714.